# Mimas brunnea-costipuncta
Mimas brunnea-costipuncta är en fjärilsart som beskrevs av Tutt 1902. Mimas brunnea-costipuncta ingår i släktet Mimas och familjen svärmare. Inga underarter finns listade i Catalogue of Life.